# Hertha Berliner Sport-Club 2011-2012
Questa pagina raccoglie i dati riguardanti l'Hertha Berlino nelle competizioni ufficiali della stagione 2011-2012.

## Stagione
Nella stagione 2011-2012 l'Hertha Berlino, allenato da Otto Rehhagel, concluse il campionato di Bundesliga al 16º posto e retrocesse in 2. Bundesliga. In coppa di Germania l'Hertha Berlino fu eliminato ai quarti di finale dal Borussia M'gladbach.

## Rosa
| N. |                        | Ruolo | Calciatore          |
| -- | ---------------------- | ----- | ------------------- |
| 1  | Paesi Bassi (bandiera) | P     | Maikel Aerts        |
| 21 | Germania (bandiera)    | P     | Sascha Burchert     |
| 35 | Germania (bandiera)    | P     | Thomas Kraft        |
| 34 | Austria (bandiera)     | P     | Richard Strebinger  |
| 22 | Germania (bandiera)    | D     | Felix Bastians      |
| 24 | Stati Uniti (bandiera) | D     | John Anthony Brooks |
| 7  | Germania (bandiera)    | D     | Maik Franz          |
| 4  | Rep. Ceca (bandiera)   | D     | Roman Hubník        |
| 6  | Germania (bandiera)    | D     | Christoph Janker    |
| 2  | Germania (bandiera)    | D     | Christian Lell      |
| 5  | Croazia (bandiera)     | D     | Andre Mijatović     |
| 14 | Germania (bandiera)    | D     | Sebastian Neumann   |
| 17 | Tunisia (bandiera)     | C     | Änis Ben-Hatira     |
| 20 | Germania (bandiera)    | C     | Patrick Ebert       |
| 32 | Germania (bandiera)    | C     | Fabian Holland      |

| N. |                        | Ruolo | Calciatore            |
| -- | ---------------------- | ----- | --------------------- |
| 3  | Georgia (bandiera)     | C     | Levan K'obiashvili    |
| 28 | Svizzera (bandiera)    | C     | Fabian Lustenberger   |
| 27 | Stati Uniti (bandiera) | C     | Alfredo Morales       |
| 18 | Germania (bandiera)    | C     | Peter Niemeyer        |
| 8  | Germania (bandiera)    | C     | Andreas Ottl          |
| 23 | Kosovo (bandiera)      | C     | Fanol Përdedaj        |
| 10 | Brasile (bandiera)     | C     | Raffael               |
| 12 | Brasile (bandiera)     | C     | Ronny                 |
| 26 | Germania (bandiera)    | C     | Nico Schulz           |
| 25 | Austria (bandiera)     | A     | Marco Djuricin        |
| 33 | Germania (bandiera)    | A     | Abu-Bakarr Kargbo     |
| 19 | Germania (bandiera)    | A     | Pierre-Michel Lasogga |
| 9  | Colombia (bandiera)    | A     | Adrián Ramos          |
| 13 | Australia (bandiera)   | A     | Nikita Rukavytsya     |
| 11 | Turchia (bandiera)     | A     | Tunay Torun           |

## Organigramma societario
Area tecnica
- Allenatore: Otto Rehhagel
- Allenatore in seconda: Ante Čović, René Tretschok
- Preparatore dei portieri: Christian Fiedler
- Preparatori atletici: Henrik Kuchno, David de Mel

## Risultati

### Bundesliga

#### Girone di andata
| Arbitro: | Gagelmann |

|  |           |             |
|  | Marcatori | 80’ Pekhart |

| Arbitro: | Stark |

|                           |           |                         |
| Petrić 25’ (rig.) Son 61’ | Marcatori | 43’ Torun 88’ Mijatović |

| Arbitro: | Hartmann |

|           |           |             |
| Pinto 33’ | Marcatori | 83’ Lasogga |

| Arbitro: | Drees |

|             |           |  |
| Raffael 86’ | Marcatori |  |

| Arbitro: | Fritz |

|                 |           |                          |
| Lewandowski 88’ | Marcatori | 49’ Raffael 81’ Niemeyer |

| Arbitro: | Schmidt |

|                    |           |                                 |
| Lell 46’ Torun 57’ | Marcatori | 20’ Hosogai 64’ Callsen-Bracker |

| Arbitro: | Brych |

|                  |           |          |
| Pizarro 23’, 90’ | Marcatori | 3’ Ramos |

| Arbitro: | Meyer |

|                              |           |  |
| Lasogga 14’, 26’ Raffael 34’ | Marcatori |  |

| Arbitro: | Weiner |

|                                                   |           |  |
| Gómez 5’, 69’ (rig.) Ribéry 7’ Schweinsteiger 13’ | Marcatori |  |

| Berlino 22 ottobre 2011, ore 15:30 CEST 10ª giornata | Hertha Berlino | 0 – 0 referto | Magonza | Olympiastadion (47 064 spett.)\| Arbitro: \| Stark \| |
| Arbitro:                                             | Stark          |               |         |                                                       |

| Arbitro: | Hartmann |

|                           |           |                                                 |
| Mandžukić 31’ Schäfer 84’ | Marcatori | 27’ Raffael 37’ (rig.) K'obiashvili 85’ Lasogga |

| Arbitro: | Welz |

|           |           |               |
| Ramos 18’ | Marcatori | 33’, 55’ Reus |

| Arbitro: | Wingenbach |

|                    |           |                        |
| Reisinger 61’, 90’ | Marcatori | 20’ Ramos 45’ Niemeyer |

| Arbitro: | Hartmann |

|                                   |           |                        |
| Lasogga 7’, 82’ Toprak 17’ (aut.) | Marcatori | 24’, 64’, 79’ Derdiyok |

| Arbitro: | Weiner |

|                  |           |             |
| Hubník 6’ (aut.) | Marcatori | 15’ Raffael |

| Arbitro: | Perl |

|           |           |                         |
| Ramos 25’ | Marcatori | 19’ Huntelaar 44’ Pukki |

| Arbitro: | Sippel |

|               |           |            |
| Salihović 21’ | Marcatori | 90’ Hubník |

#### Girone di ritorno
| Arbitro: | Gagelmann |

|                       |           |  |
| Esswein 43’ Maroh 84’ | Marcatori |  |

| Arbitro: | Winkmann |

|             |           |                       |
| Lasogga 81’ | Marcatori | 24’ Jansen 45’ Petrić |

| Arbitro: | Sippel |

|  |           |                |
|  | Marcatori | 68’ Abdellaoue |

| Arbitro: | Aytekin |

|                                               |           |  |
| Ibišević 24’ Harnik 28’, 41’, 58’ Okazaki 32’ | Marcatori |  |

| Arbitro: | Fritz |

|  |           |                |
|  | Marcatori | 66’ Großkreutz |

| Arbitro: | Meyer |

|                           |           |  |
| Oehrl 61’, 63’ Ndjeng 90’ | Marcatori |  |

| Arbitro: | Perl |

|                |           |  |
| Rukavytsya 63’ | Marcatori |  |

| Arbitro: | Winkmann |

|             |           |  |
| Clemens 36’ | Marcatori |  |

| Arbitro: | Welz |

|  |           |                                                                         |
|  | Marcatori | 9’ Müller 12’, 19’ (rig.), 67’ (rig.) Robben 50’ (rig.) Gómez 51’ Kroos |

| Arbitro: | Sippel |

|                   |           |                               |
| Choupo-Moting 58’ | Marcatori | 41’ Ben-Hatira 52’, 69’ Ramos |

| Arbitro: | Fritz |

|                  |           |                                                 |
| K'obiashvili 13’ | Marcatori | 29’ (aut.) Janker 34’, 81’ Helmes 77’ Mandžukić |

| Mönchengladbach 7 aprile 2012, ore 18:30 CEST 29ª giornata | Borussia M'gladbach | 0 – 0 referto | Hertha Berlino | Borussia-Park (52 691 spett.)\| Arbitro: \| Aytekin \| |
| Arbitro:                                                   | Aytekin             |               |                |                                                        |

| Arbitro: | Gagelmann |

|            |           |                            |
| Hubník 81’ | Marcatori | 7’ (aut.) Hubník 67’ Freis |

| Arbitro: | Weiner |

|                                |           |                            |
| Schürrle 44’ Kießling 51’, 84’ | Marcatori | 63’ Lasogga 71’, 76’ Torun |

| Arbitro: | Stark |

|              |           |                      |
| Niemeyer 60’ | Marcatori | 27’ Kirch 38’ Wooten |

| Arbitro: | Perl |

|                                        |           |  |
| Huntelaar 32’, 87’ Holtby 73’ Raúl 84’ | Marcatori |  |

| Arbitro: | Kinhöfer |

|                                 |           |             |
| Ben-Hatira 14’, 78’ Raffael 90’ | Marcatori | 85’ Compper |

#### Spareggio promozione-retrocessione
| Arbitro: | Fritz |

|            |           |                             |
| Hubník 19’ | Marcatori | 64’ Bröker 71’ (aut.) Ramos |

| Arbitro: | Stark |

|                          |           |                            |
| Beister 1’ Jovanović 59’ | Marcatori | 23’ Ben-Hatira 85’ Raffael |

### Coppa di Germania
| Arbitro: | Schriever |

|  |           |                                   |
|  | Marcatori | 22’, 26’ Ramos 49’ Ottl 56’ Ebert |

| Arbitro: | Aytekin |

|  |           |                                      |
|  | Marcatori | 64’ Ramos 72’ Lasogga 86’ Rukavytsya |

| Arbitro: | Meyer |

|                                 |           |              |
| Ramos 43’ Lasogga 59’ Ebert 90’ | Marcatori | 51’ Shechter |

| Arbitro: | Brych |

|  |           |                              |
|  | Marcatori | 101’ (rig.) Daems 120’ Wendt |

## Statistiche

### Statistiche di squadra
| Competizione                       | Punti | In casa | In casa | In casa | In casa | In casa | In casa | In trasferta | In trasferta | In trasferta | In trasferta | In trasferta | In trasferta | Totale | Totale | Totale | Totale | Totale | Totale | DR  |
| Competizione                       | Punti | G       | V       | N       | P       | Gf      | Gs      | G            | V            | N            | P            | Gf           | Gs           | G      | V      | N      | P      | Gf     | Gs     | DR  |
| ---------------------------------- | ----- | ------- | ------- | ------- | ------- | ------- | ------- | ------------ | ------------ | ------------ | ------------ | ------------ | ------------ | ------ | ------ | ------ | ------ | ------ | ------ | --- |
| Bundesliga                         | 31    | 17      | 4       | 3       | 10      | 19      | 29      | 17           | 3            | 7            | 7            | 19           | 35           | 34     | 7      | 10     | 17     | 38     | 64     | -26 |
| Spareggio promozione-retrocessione | -     | 1       | 0       | 0       | 1       | 1       | 2       | 1            | 0            | 1            | 0            | 2            | 2            | 2      | 0      | 1      | 1      | 3      | 4      | -1  |
| Coppa di Germania                  | -     | 2       | 1       | 0       | 1       | 3       | 3       | 2            | 2            | 0            | 0            | 7            | 0            | 4      | 3      | 0      | 1      | 10     | 3      | +7  |
| Totale                             | -     | 20      | 5       | 3       | 12      | 23      | 34      | 20           | 5            | 8            | 7            | 28           | 37           | 40     | 10     | 11     | 19     | 51     | 71     | -20 |

### Andamento in campionato
| Giornata  | 1  | 2  | 3  | 4  | 5 | 6  | 7  | 8  | 9  | 10 | 11 | 12 | 13 | 14 | 15 | 16 | 17 | 18 | 19 | 20 | 21 | 22 | 23 | 24 | 25 | 26 | 27 | 28 | 29 | 30 | 31 | 32 | 33 | 34 |
| --------- | -- | -- | -- | -- | - | -- | -- | -- | -- | -- | -- | -- | -- | -- | -- | -- | -- | -- | -- | -- | -- | -- | -- | -- | -- | -- | -- | -- | -- | -- | -- | -- | -- | -- |
| Luogo     | C  | T  | T  | C  | T | C  | T  | C  | T  | C  | T  | C  | T  | C  | T  | C  | T  | T  | C  | C  | T  | C  | T  | C  | T  | C  | T  | C  | T  | C  | T  | C  | T  | C  |
| Risultato | P  | N  | N  | V  | V | N  | P  | V  | P  | N  | V  | P  | N  | N  | N  | P  | N  | P  | P  | P  | P  | P  | P  | V  | P  | P  | V  | P  | N  | P  | N  | P  | P  | V  |
| Posizione | 12 | 15 | 13 | 11 | 8 | 10 | 12 | 10 | 11 | 10 | 10 | 10 | 10 | 10 | 9  | 11 | 11 | 13 | 15 | 15 | 15 | 15 | 16 | 15 | 16 | 17 | 17 | 17 | 17 | 17 | 17 | 17 | 17 | 16 |

Legenda:

Luogo: C = Casa; T = Trasferta. Risultato: V = Vittoria; N = Pareggio; P = Sconfitta.

### Statistiche dei giocatori
| Giocatore       | Bundesliga | Bundesliga | Bundesliga  | Bundesliga | Spareggio promozione-retrocessione | Spareggio promozione-retrocessione | Spareggio promozione-retrocessione | Spareggio promozione-retrocessione | Coppa di Germania | Coppa di Germania | Coppa di Germania | Coppa di Germania | Totale   | Totale | Totale      | Totale     |
| Giocatore       | Presenze   | Reti       | Ammonizioni | Espulsioni | Presenze                           | Reti                               | Ammonizioni                        | Espulsioni                         | Presenze          | Reti              | Ammonizioni       | Espulsioni        | Presenze | Reti   | Ammonizioni | Espulsioni |
| --------------- | ---------- | ---------- | ----------- | ---------- | ---------------------------------- | ---------------------------------- | ---------------------------------- | ---------------------------------- | ----------------- | ----------------- | ----------------- | ----------------- | -------- | ------ | ----------- | ---------- |
| M. Aerts        | -          | -          | -           | -          | -                                  | -                                  | -                                  | -                                  | -                 | -                 | -                 | -                 | -        | -      | -           | -          |
| S. Burchert     | 2          | 0          | 0           | 0          | -                                  | -                                  | -                                  | -                                  | 2                 | 0                 | 0                 | 0                 | 4        | 0      | 0           | 0          |
| T. Kraft        | 34         | 0          | 3           | 0          | 2                                  | 0                                  | 0                                  | 0                                  | 2                 | 0                 | 0                 | 0                 | 38       | 0      | 3           | 0          |
| R. Strebinger   | -          | -          | -           | -          | -                                  | -                                  | -                                  | -                                  | -                 | -                 | -                 | -                 | -        | -      | -           | -          |
| F. Bastians     | 13         | 0          | 0           | 0          | 1                                  | 0                                  | 0                                  | 0                                  | 1                 | 0                 | 0                 | 0                 | 15       | 0      | 0           | 0          |
| J. Brooks       | -          | -          | -           | -          | -                                  | -                                  | -                                  | -                                  | -                 | -                 | -                 | -                 | -        | -      | -           | -          |
| M. Franz        | 7          | 0          | 3           | 0          | -                                  | -                                  | -                                  | -                                  | 1                 | 0                 | 0                 | 0                 | 8        | 0      | 3           | 0          |
| R. Hubník       | 27         | 2          | 4           | 0          | 2                                  | 1                                  | 0                                  | 0                                  | 2                 | 0                 | 0                 | 1                 | 31       | 3      | 4           | 1          |
| C. Janker       | 18         | 0          | 1           | 0          | 2                                  | 0                                  | 1                                  | 0                                  | 3                 | 0                 | 0                 | 0                 | 23       | 0      | 2           | 0          |
| C. Lell         | 28         | 1          | 9           | 1          | 1                                  | 0                                  | 0                                  | 0                                  | 2                 | 0                 | 0                 | 0                 | 31       | 1      | 9           | 1          |
| A. Mijatović    | 21         | 1          | 7           | 0          | 1                                  | 0                                  | 1                                  | 0                                  | 3                 | 0                 | 0                 | 0                 | 25       | 1      | 8           | 0          |
| S. Neumann      | 2          | 0          | 0           | 1          | -                                  | -                                  | -                                  | -                                  | 1                 | 0                 | 0                 | 0                 | 3        | 0      | 0           | 1          |
| Ä. Ben-Hatira   | 16         | 3          | 2           | 0          | 2                                  | 1                                  | 0                                  | 1                                  | 2                 | 0                 | 1                 | 0                 | 20       | 4      | 3           | 1          |
| P. Ebert        | 26         | 0          | 6           | 0          | 2                                  | 0                                  | 1                                  | 0                                  | 4                 | 2                 | 2                 | 0                 | 32       | 2      | 9           | 0          |
| F. Holland      | 2          | 0          | 0           | 0          | 1                                  | 0                                  | 0                                  | 0                                  | -                 | -                 | -                 | -                 | 3        | 0      | 0           | 0          |
| L. K'obiashvili | 31         | 2          | 4           | 2          | 2                                  | 0                                  | 1                                  | 0                                  | 3                 | 0                 | 0                 | 0                 | 36       | 2      | 5           | 2          |
| F. Lustenberger | 12         | 0          | 0           | 0          | -                                  | -                                  | -                                  | -                                  | 3                 | 0                 | 0                 | 0                 | 15       | 0      | 0           | 0          |
| A. Morales      | 8          | 0          | 3           | 0          | -                                  | -                                  | -                                  | -                                  | 2                 | 0                 | 0                 | 0                 | 10       | 0      | 3           | 0          |
| P. Niemeyer     | 31         | 3          | 5           | 1          | 2                                  | 0                                  | 1                                  | 0                                  | 4                 | 0                 | 0                 | 0                 | 37       | 3      | 6           | 1          |
| A. Ottl         | 26         | 0          | 2           | 1          | -                                  | -                                  | -                                  | -                                  | 3                 | 1                 | 0                 | 0                 | 29       | 1      | 2           | 1          |
| F. Përdedaj     | 8          | 0          | 2           | 0          | 1                                  | 0                                  | 0                                  | 0                                  | -                 | -                 | -                 | -                 | 9        | 0      | 2           | 0          |
| Raffael         | 31         | 6          | 4           | 1          | 2                                  | 1                                  | 0                                  | 0                                  | 1                 | 0                 | 0                 | 0                 | 34       | 7      | 4           | 1          |
| Ronny           | 10         | 0          | 0           | 0          | 2                                  | 0                                  | 1                                  | 0                                  | 4                 | 0                 | 0                 | 0                 | 16       | 0      | 1           | 0          |
| N. Schulz       | -          | -          | -           | -          | -                                  | -                                  | -                                  | -                                  | -                 | -                 | -                 | -                 | -        | -      | -           | -          |
| M. Djuricin     | 2          | 0          | 0           | 0          | -                                  | -                                  | -                                  | -                                  | -                 | -                 | -                 | -                 | 2        | 0      | 0           | 0          |
| A. Kargbo       | -          | -          | -           | -          | -                                  | -                                  | -                                  | -                                  | -                 | -                 | -                 | -                 | -        | -      | -           | -          |
| P. Lasogga      | 32         | 8          | 4           | 0          | -                                  | -                                  | -                                  | -                                  | 4                 | 2                 | 0                 | 0                 | 36       | 10     | 4           | 0          |
| A. Ramos        | 31         | 6          | 2           | 1          | 2                                  | 0                                  | 0                                  | 0                                  | 4                 | 4                 | 0                 | 0                 | 37       | 10     | 2           | 1          |
| N. Rukavytsya   | 24         | 1          | 0           | 0          | 1                                  | 0                                  | 0                                  | 0                                  | 1                 | 1                 | 0                 | 0                 | 26       | 2      | 0           | 0          |
| T. Torun        | 20         | 4          | 3           | 0          | 1                                  | 0                                  | 0                                  | 0                                  | 2                 | 0                 | 0                 | 0                 | 23       | 4      | 3           | 0          |